# Mario Alberto Gallegos
Mario Alberto Gallegos Ortiz es un futbolista mexicano que juega de mediocampista. Surgió de las Fuerzas Básicas del Atlas de Guadalajara, pero posteriormente fue registrado para los Tiburones Rojos de Córdoba y los de Boca del Río, donde tuvo una breve partipición. Fue Campeón de la Copa Mundial de Fútbol Sub-17 de 2005. Pasó a los Académicos de Tonalá y los Tiburones Rojos de Córdoba y de Coatzacoalcos. Fue registrado para el Clausura y Apertura 2007 por el Jaguares de Chiapas en Primera División, pero no vio acción en ningún partido. Jugó para la selección mexicana en los Juegos Panamericanos de 2007. Pasó a los Tiburones Rojos de Veracruz para el Clausura 2008 y de ahí a los Loros de la Universidad de Colima teniendo próximas participaciones en la Liga de ascenso con equipos como Tampico y madero y la Unión de Curtidores. Actualmente Gallegos se encuentra en la labor de pintor profesional en dicha ciudad de Chicago.  

## Palmarés

### Campeonatos internacionales
| Título                        | Equipo                               | Sede | Año  |
| ----------------------------- | ------------------------------------ | ---- | ---- |
| Copa Mundial de Fútbol Sub-17 | Selección de fútbol sub-17 de México | Perú | 2005 |

## Clubes
- Atlas de Guadalajara 2005
- Selección sub-17 mexicana
- Jaguares de Chiapas (2007)
- Tiburones Rojos de Veracruz (2008)
- Loros de la Universidad de Colima (2008 - 2009)
- Atlas de Guadalajara (2009 - )
- Tampico-Madero (2011)
- Unión de Curtidores (2012)
- Atlético Nacional Chicago (2012 - 2017)

- Datos: Q39101